# Церква Собору Святого Іоана Хрестителя (Товсте)
Церква Собору Святого Іоана Хрестителя в Товстому — парафія і храм Гусятинського благочиння Тернопільської єпархії Православної церкви України в селі Товсте Чортківського району Тернопільської области.
Оголошена пам'яткою архітектури місцевого значення (охоронний номер 1890).

## Історія церкви
Мурована церква була збудована в 1770 році.
Парафія і храм входили до Грималівського ([1832—1842, 1907—1944]) та Скальського ([1843—1906]) деканатів.

## Парохи
- о. Григорій Здерковський ([1832]—1848+)
- о. Антін Здерковський (1848—1872+)
- о. Михайло Чаковський (1872—1908)
- о. Іван Іванчук (1908—1940+)
- о. Євген Селецький (-1920+, адміністратор)
- о. Ігнатій Я. Рокецький (1940—[1944])
- о. Андрій Рабий — нині.